# Philippe Guillaume
Philippe Guillaume est un journaliste économique et scénariste de bande dessinée français, né le 20 janvier 1954.

## Biographie
Après des études de droit, il est embauché au quotidien économique La Cote Desfossés puis en participe en 1984-1985 à la création de La Tribune par Bruno Bertez, où il devient chef du service marchés, après le rachat du titre par le Groupe Expansion.
En 1989, le nouvel actionnaire britannique du quotidien rival Les Échos fait appel à lui pour la création d'une cote boursière complète, car il avait connu l'expérience d'édition du soir opérée en 1985 La Tribune. Tout en dirigeant le service des marchés financiers, il participe à des ouvrages en bande dessinée.
Lors d'un salon de bande dessinée, il rencontre Pierre Boisserie, scénariste de bande dessinée. Tous deux, se découvrant des affinités intellectuelles, imaginent le scénario de la série Dantès, thriller financier, dessinée par Erik Juszezak et qui connaît dix tomes entre 2007 et 2016 chez Dargaud. Ils renouvellent leur collaboration pour La Banque, avec Julien Maffre, à partir de 2014 puis d'autres dessinateurs prennent la main : Malo Kerfriden, Stéphane Brangier.
En 2010, Guillaume fait jouer la clause de cession après la reprise du journal par Bernard Arnault, PDG de LVMH et ancien actionnaire de La Tribune. Il fonde ensuite BDSphère, un magazine d’actualité, de culture et de BD sur Internet, dont la maquette s'inspire de celle d'un magazine papier, financé par la publicité et un partenariat éditorial avec le quotidien généraliste Direct Matin.

#### Chroniques
- Laurent Boileau, « Dantès - T1 : La Chute d’un trader - par Boisserie, Guillaume & Juszezak - Dargaud », sur Actua BD, 23 septembre 2007
- Laurent Boileau, « Dantès - T2 : Six années en enfer - Par Boisserie, Guillaume & Juszezak - Dargaud », sur Actua BD, 1er octobre 2008
- Laurent Boileau, « Dantès - T3 : Le Visage de la vengeance - Par Boisserie, Guillaume & Juszezak - Dargaud », sur Actua BD, 13 septembre 2009
- Henri Filippini, « Dantès, t. 1 : la bourse ou la vie », dBD, no 16,‎ septembre 2007, p. 19.